# Réserve Caraïbe
La Réserve Caraïbe ou par son nom local Territoire Kalinago, Caraïbe ou Carib est un district à régime particulier du pays et de l’île de la Dominique.
D’une superficie de 15 km2, il est instauré pour regrouper les peuples indigènes Caraïbes, ou Kalinagos, qui occupent l’archipel des Antilles avant l’arrivée des colonisateurs blanc Européens.
La population du territoire est estimée à 4'000 Kalinago. Ils étaient 400 en 1903. Lorenzo Sanford est le chef caraïbe de cette réserve, élu depuis 2019.
Le village de Salybia est le centre administratif du territoire Kalinago.

## Géographie
Le Territoire Kalinago est situé au nord-est de la Dominique, sur la côte Atlantique. Il comprend 3 700 acres (14,97 km2) dans la paroisse de Saint David, dont les frontières ont été fixées en 1903, et confirmées par les articles 41 et 42 de la Carib Reserve Act en 1978.
La majorité du territoire est inhabitée. En raison de son relief fortement accidenté, le territoire ne dispose que de deux points d’accès, néanmoins difficiles, à l’océan Atlantique. La terre est principalement de mauvaise qualité, menacée par l’érosion due à la déforestation. En 1947, Henri Stehlé, botaniste français travaillant en Guadeloupe et Martinique, a réalisé un inventaire de la flore du Territoire Kalinago qui a donné lieu à deux articles scientifiques,, qui sont aujourd’hui des témoignages des reliquats de groupements végétaux primitifs présents à l’époque, avant d’être réduits par le défrichement.
Le Conseil Caraïbe et le poste de police sont situés à Salybia, le centre administratif du Territoire Kalinago. Il existe sept autres villages dans le Territoire : Bataca, Crayfish River, St Cyr, Gaulette River, Mahaut River, Sinekou and Touna Aute.

## Histoire

### Colonisation européenne
La Dominique est la dernière île de l’archipel antillais à abriter une population autochtone, qui est exterminée partout ailleurs à l’arrivée des Européens. Les Caraïbes ont combattu deux siècles durant les Espagnols et les autres colons européens. Au fil du temps, leur population a décliné en raison de ces guerres incessantes, de l’esclavage et des maladies importées, les forçant à abandonner l’une après l’autre les îles de l’archipel, qui furent en grande partie repeuplées de colons européens et d’esclaves noirs importés d’Afrique.

### Établissement de la réserve Caraïbe

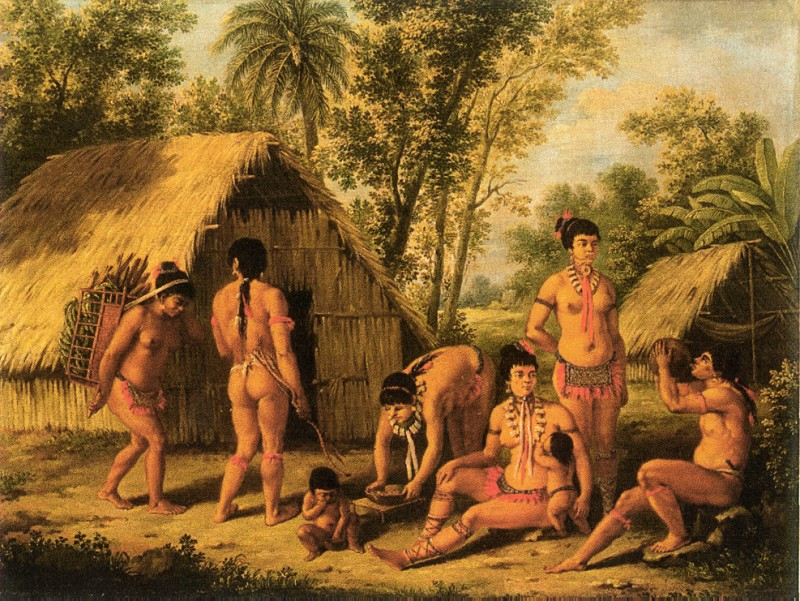
Caraïbes peints par Agostino Brunias à la fin du XVIIIe siècle.

La première réserve d’Indiens Caraïbes est instaurée en 1763, quand une partie des terres rocheuses et montagneuses autour de Salybia, sur la côte orientale, furent mises à part par les autorités coloniales britanniques lors de la division de l’île par lots,,. Une légende attribue cette spécificité à une demande la reine Charlotte de Mecklenburg-Strelitz, femme de George III. Les populations européennes continuèrent d’exploiter les Caraïbes dans les plantations jusqu’à la fin du XVIIIe siècle.
En 1902, Henry Hesketh Bell, administrateur de la Dominique, visite le territoire et envoie à l’office des affaires coloniales un rapport sur la situation du peuple indigène. Le rapport propose de réserver 3 700 acres (15 km2, environ 2 % de la superficie de l’île) pour les Caraïbes, et de désigner officiellement un chef parmi les autochtones avec un traitement annuel de six livres. La proposition de Bell est adoptée en 1903, établissant formellement une réserve d’Indiens Caraïbes dans une zone reculée et montagneuse de la côte Atlantique. Les frontières sont annoncées dans la presse dominiquaise le 4 juillet 1903,,. À ce moment, la population caraïbe est d’environ 400 individus, extrêmement isolés du reste de l’île, sous l’autorité d’un chef tribal et sans statut formel d’autonomie.

### LaGuerre Caraïbe
Les années suivantes, la population indigène reste confinée dans la réserve, rarement contactée et largement auto-suffisante, à l’exception d’un commerce de contrebande avec les îles françaises voisines de Marie-Galante et de la Martinique. En 1930, l’administration coloniale décide de mettre fin au trafic en raison de l’impact de celui-ci sur les revenus de la colonie, et envoie cinq policiers armés dans la réserve pour arrêter les suspects. Quand les policiers saisissent une grande quantité de rhum et de tabac et commencent à transférer les suspects à Salybia, ils doivent faire face à une foule armée de pierres et de bouteilles. La police tire alors dans la foule, faisant plusieurs morts et blessés. Les policiers submergés réussissent tout de même à prendre la fuite jusqu’à Marigot, laissant sur place suspects et marchandise de contrebande. L’administrateur envoie alors un navire léger de la Royal Navy, le HMS Delhi ; les Caraïbes fuient face au déploiement de force et se réfugient dans les bois. Cet incident reste connu comme la Guerre Caraïbe.
Le chef Jolly John se rend aux autorités à Roseau et est inculpé, avec cinq autres autochtones, pour coups et blessures sur des officiers de police et vol. Une commission d’enquête est envoyée en 1931 par le gouverneur des Îles-sous-le-Vent britanniques à propos de l’incident de 1930 et de la situation générale des Caraïbes. En conséquence, la position de Chef Caraïbe et ses responsabilités sont supprimées, ses symboles représentatifs confisqués, et l’ancien chef se voit interdire l’appellation de roi.

### Gouvernement local et période contemporaine

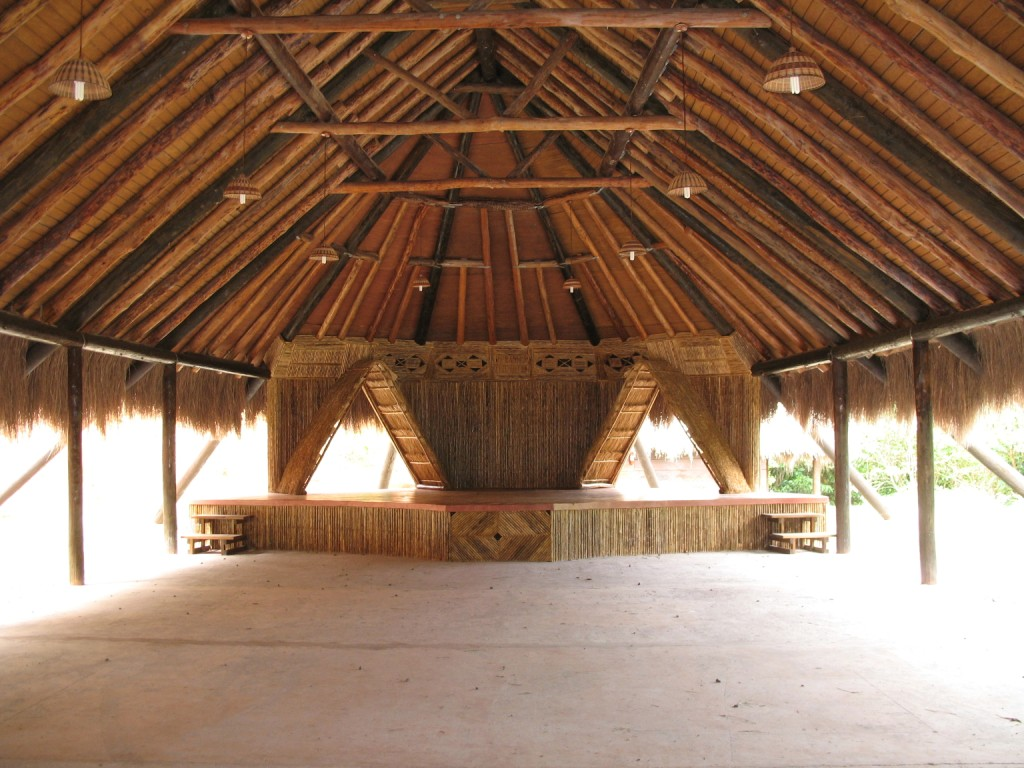
Salle des fêtes.

Après 21 ans de silence face aux nombreuses pétitions déposées par les Caraïbes pour la restauration de la position de chef, l’administrateur consent à la restitution des symboles et préside en juin 1952 la cérémonie d’investiture d’un nouveau chef. La même année est créé le Conseil Caraïbe, qui dispose d’un pouvoir équivalent à celui d’un conseil communal au sein de la Dominique.
Le Carib Reserve Act est promulgué en 1978, l’année de l’indépendance dominiquaise. Il réaffirme les frontières de 1903, et établit officiellement la propriété de la terre au peuple caraïbe. Le nom officiel de la juridiction reste Réserve Caraïbe, mais, au fil des années, le peuple préfère adopter celui de Territoire Caraïbe, puis Territoire Kalinago, maintenant d’usage.
La communauté du Territoire Kalinago reste isolée jusqu’à la fin du XXe siècle. La première route reliant le Territoire au reste de l’île date des années 1970, le téléphone et l’électricité ne sont installés qu’à partir de 1986,.

Dans les années 1980, le Territoire commence à recevoir un soutien matériel et financier de la part de gouvernements étrangers parmi lesquels le Canada ou le Royaume-Uni. Les responsables du Territoire tissent également des liens avec d’autres populations amérindiennes de la région, organisant une conférence sur l’île de Saint Vincent débouchant sur la création de l’Organisation caraïbe des peuples indigènes en 1987. Les chefs caraïbes successifs travaillent aussi avec les Nations unies à l’amélioration de la condition des peuples indigènes.

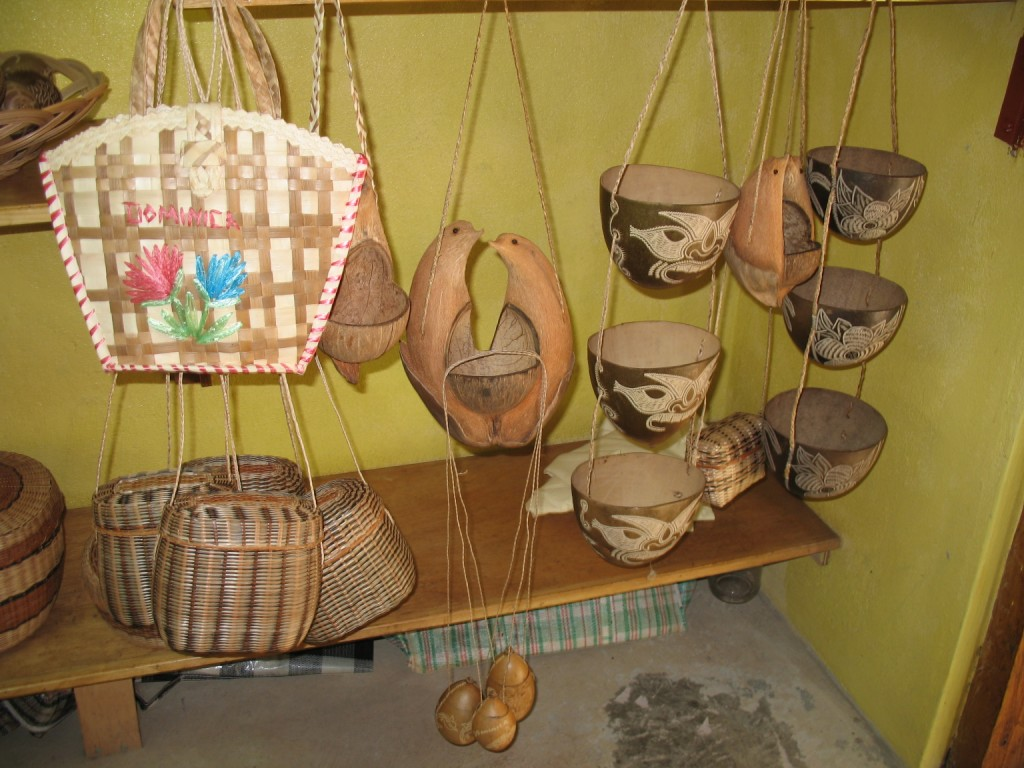
Artisanat kalinago.

En septembre 2017, l’ouragan Maria traverse le territoire, entraînant de sévères dommages aux infrastructures. En raison de l’isolement relatif de ces populations, les services tels que l’électricité, le téléphone ou l’Internet restent depuis lors indisponibles aux habitants.

## Démographie
Avec une population de 3 000 habitants, le Territoire est le plus grand établissement indigène de l’archipel antillais. La population du Territoire était de 400 habitants à sa création en 1903. Elle augmenta par la suite, à la fois en nombre et en proportion de la population totale de la Dominique. En 1970, la population du Territoire représentait 1,6 % du total de la population dominiquaise. En 1991, cette part est portée à 3,5 %, avec une population de 2 518 personnes (incluant le village proche non-caraïbe de Atkinson) ; la population est majoritairement jeune et parmi la plus pauvre de Dominique.

## Société et gouvernement
Les résidents partagent la propriété commune de toutes les terres situées à l’intérieur des frontières du territoire. Celui-ci dispose d’un gouvernement local, le Conseil Caraïbe, constitué de cinq membres et présidé par le Chef Caraïbe. Il dispose d’un pouvoir équivalent à celui d’une commune à statut spécial au sein de la Dominique. Les élections sont tenues tous les cinq ans. Les Kalinagos sont aussi représentés au parlement dominiquaise.
Le centre administratif est situé à Salybia, le plus important des huit villages du territoire.

## Culture et tourisme
Depuis la fin du XXe siècle, les habitants du territoire Kalinago s’intéressent de nouveau à leur culture et identité, motivés en partie par l’industrie touristique de la Dominique, sous la forme d’écotourisme et de tourisme culturel. Ce sont les formes de tourismes les plus courantes en Dominique, cependant, le territoire et ses habitants ne tirent que très peu de revenus du tourisme ; il n’y a pas de droit d’entrée pour les visiteurs ni de frais de gestion des sites pour les activités dans la nature, et la plupart des visiteurs séjournent et organisent leur voyage en dehors du territoire Les images du territoire Kalinago et de ses habitants ont également été utilisées pour promouvoir le tourisme en Dominique dans son ensemble, plutôt que sur le territoire Kalinago en particulier.
L’art et l’artisanat kalinago sont largement vendus dans le territoire, et ailleurs en Dominique, en tant que souvenirs, notamment le panier en roseau larouma, fabriqué à la main avec des motifs traditionnels bruns, blancs et noirs ; cet artisanat est considéré comme l’un des rares aspects durables de la culture traditionnelle kalinago.
En avril 2006, un village traditionnel caraïbe, le "Kalinago Barana Auté", représentation d’un village précolombien Kalinago, est situé dans le hameau bordant Crayfish River. Le nom se traduit par "village culturel Kalinago au bord de la mer". Il a ouvert ses portes grâce à un financement du gouvernement dominiquaise. Le village est basé sur un concept de Faustulus Frederick, qui a été chef Kalinago de 1975 à 1978. Son objectif est de recréer et de promouvoir les traditions et la culture Kalinago. Son élément central est un karbet, une sorte de grande hutte qui se trouvait autrefois au centre d’un village Kalinago Le karbet principal (la plus grande hutte) est utilisé pour organiser des présentations de la culture Kalinago, telles que des spectacles de danse. D’autres démonstrations culturelles traditionnelles au Kalinago Barana Auté comprennent la fabrication de poteries, la transformation du manioc et le tressage de paniers.

## Résilience climatique depuis 2017
L'île de la Dominique est sujette aux phénomènes climatiques extrêmes, et donc particulièrement vulnérable à ceux-ci, dès lors que s'y joint le facteur du dérèglement climatique. Lors du passage de l'ouragan Maria en 2017 presque toutes les habitations ont été touchées ; le territoire Kalinago a sans doute été le plus atteint, même s'il n'eut aucune perte en vies humaines. Le peuple autochtone Kalinago depuis travaille avec l'Organisation des Nations-Unies afin d' aider la population entière de la Dominique à devenir plus résiliente, en prévision du prochain choc climatique.